# Herbert Spencer Jackson
Herbert Spencer Jackson (* 29. August 1883 in Augusta, New York; † 14. Dezember 1951 in Toronto) war ein US-amerikanischer Mykologe.
Jackson absolvierte zunächst ein Studium an der Cornell University, das er 1905 mit dem Bachelor of Arts abschloss. Danach war er bis 1908 wissenschaftlicher Mitarbeiter in der Mykologie und Lehrkraft im Fach Botanik am Delaware College. Er arbeitete auch auf der Experiment Station in Delaware. 1908/1909 war er als Austin teaching fellow der Botanik in Harvard tätig. Von 1909 bis 1915 lehrte er als Professor der Botanik und Phytopathologie am Oregon Agricultural College.
Ab 1915 war Jackson 13 Jahre lang Leiter der Botanik an der Purdue Agricultural Experiment Station. Dort arbeitete er auch mit dem Bureau of Plant Industry an der Erforschung von Rostpilzen an Getreide zusammen. 1929 erlangte er den Ph.D. an der University of Wisconsin. Im gleichen Jahr wurde er Professor der Mykologie am botanischen Institut der University of Toronto, von dem er 1941 zum Leiter ernannt wurde. Jackson befasste sich intensiv mit Fragen der Entstehung, Entwicklung und Klassifikation von Pilzen und war bereits vor seiner Professur in Toronto einer der angesehensten Fachmänner der Rost- und Brandpilze (Ustilaginomycotina). Er veröffentlichte 31 Arbeiten über diese Pilzgruppen. In der Umgebung von Toronto fand er nur auffällig wenige Rostpilzarten, in deren Phylogenie und Verwandtschaftsverhältnissen er besonders interessiert war. Er setzte seinen Forschungsschwerpunkt zunehmend auf die Warzenpilzverwandten (Thelephoraceae), eine bis dahin kaum erforschte Pilzfamilie. Er und seine Schüler veröffentlichten dazu etwa 16 Arbeiten.
Jackson war maßgeblich am Ausbau der mykologischen Sammlung der University of Toronto beteiligt, die bis zu seinem Tod etwa 94.000 Präparate umfasste und unter anderem eine unüblich vollständige Sammlung von Pilzarten der Temagami Forest Reserve aus dem Nordosten Ontarios beinhaltete.
Zu seinen Hobbys gehörten das Briefmarkensammeln, sowie Schwertlilien (Iris), von denen er nahezu 500 Sorten am Toronto Botanical Garden zusammentrug.
Mit seiner Frau Edythe Doyle hatte er zwei Kinder, eine Tochter und einen Sohn.